# Teckenuppsättning
Teckenuppsättning benämns den uppsättning tecken, symboler och bokstäver som ingår i ett särskilt teckensnitt eller i en särskild font. Begreppet används ibland synonymt med teckenkodning.
Med teckenuppsättning kan också avses ett datorprogram som hanterar just valet av teckenuppsättning och teckensnitt i en text. Ett sådant, som kallas just teckenuppsättning, ingår i operativsystemet Windows.